# Saint-Ferréol-Trente-Pas
Saint-Ferréol-Trente-Pas település Franciaországban, Drôme megyében. Lakosainak száma 221 fő (2022. január 1.). Saint-Ferréol-Trente-Pas Chaudebonne, Condorcet, Eyroles, Teyssières, Valouse és Villeperdrix községekkel határos.

## Népesség
A település népessége az elmúlt években az alábbi módon változott:
| Lakosok száma | 123  | 139  | 191  | 224  | 213  | 236  | 258  | 275  | 257  | 221  |
|               | 1968 | 1982 | 1990 | 2006 | 2013 | 2015 | 2017 | 2019 | 2020 | 2022 |